# 西ノ台

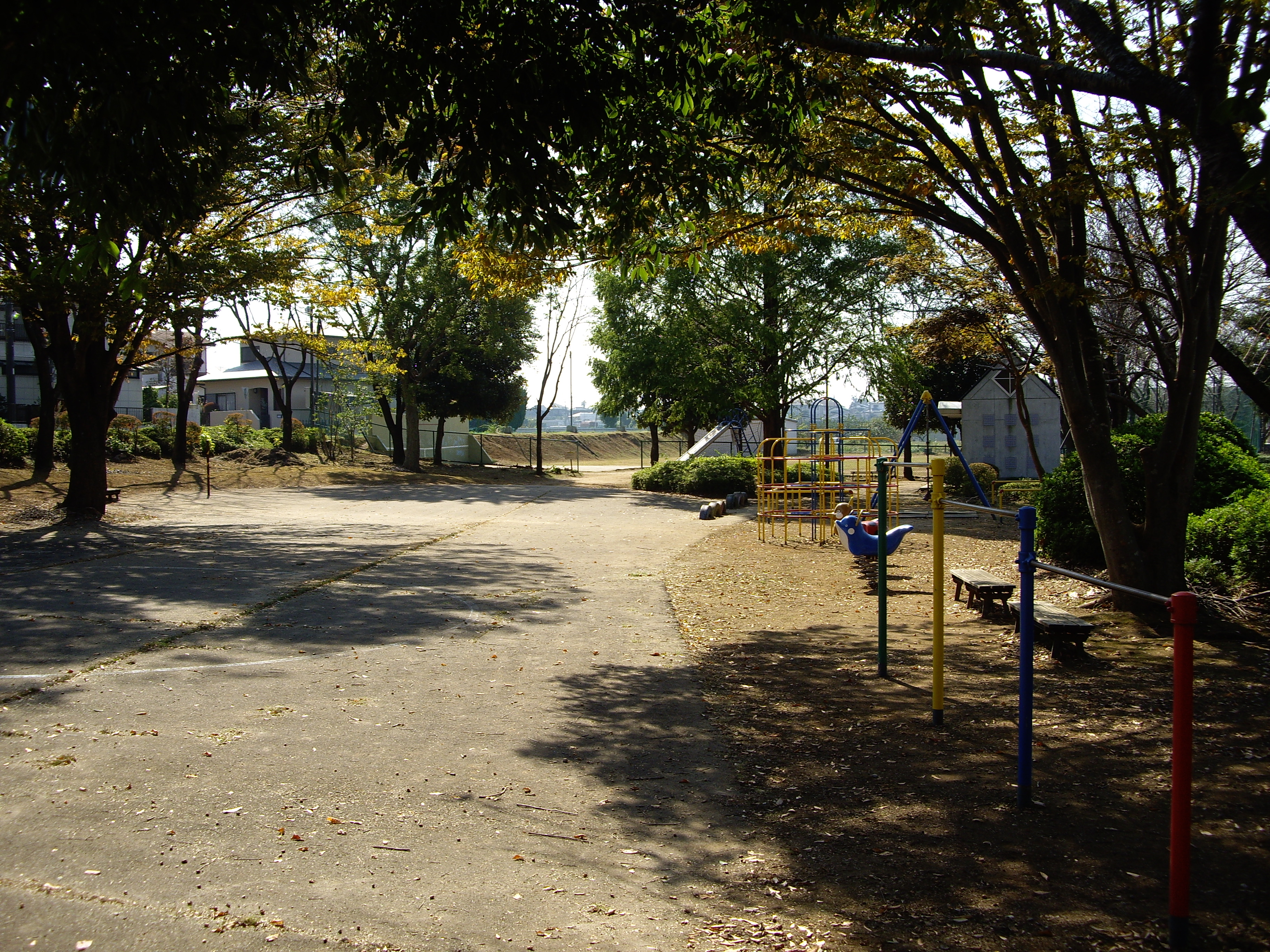
公園

西ノ台（にしのだい）は、茨城県つくばみらい市の地名。郵便番号は300-2442。

## 概要
つくばみらい市の西部に位置する。全域が、昭和50年代前半に大和団地株式会社によって開発された住宅街になっている。総面積12ha、初期の計画戸数360戸の戸建住宅が中心の住宅街となっており、地域内に小絹浄水場（西ノ台水道基地）がある。
東は杉下、西は小絹、南は西ノ台南、北は寺畑と接している。

### 地価
住宅地の地価は、2017年（平成29年）1月1日の公示地価によれば、西ノ台字西ﾉ台8番12の地点で3万9700円/m2となっている。

## 沿革
- 1978年（昭和53年）12月　第四回定例村議において、大和団地開発地域の新大字を「大字西ノ台（字西ノ台）」とすることを決定する[4]。
- 1979年（昭和54年）2月　筑波郡谷和原村大字小絹・寺原・杉下の各一部より谷和原村大字西ノ台（字西ノ台）を新設。
- 2006年（平成18年）3月27日 筑波郡伊奈町と合併・市制施行し、つくばみらい市西ノ台（字西ノ台）となる。

## 町名の変遷
| 実施後 | 実施年月日 | 実施前（各大字ともその一部）                                   |
| ------ | ---------- | -------------------------------------------------------------- |
| 西ノ台 | 1979年2月  | 小絹字西台・字向芦戸、杉下字熊ノ下・字古瀬、寺畑字西郷・字中郷 |

## 小字
大字西ノ台を新設の際に、全域が字西ノ台となった。

## 世帯数と人口
2017年（平成29年）8月1日現在の世帯数と人口は以下の通りである。
| 大字   | 世帯数  | 人口  |
| ------ | ------- | ----- |
| 西ノ台 | 345世帯 | 794人 |

## 交通
つくばみらい市コミュニティバス｢みらい号｣が地域内を走っている。
コミュニティバス
地域内には｢西ノ台南｣、｢西ノ台中央｣、｢西ノ台東｣、｢西ノ台桜の公園前｣の4つの停留所がある。
| 系統 | 主要経由地                                    | 行先           | 運行会社 |
| --- | --------------------------------------------- | -------------- | -------- |
| 北西（右） | 谷和原庁舎・福岡寺前・紫峰ヶ丘2丁目           | 循環みらい平駅 | ■関鉄    |
| 北西（左） | 小絹駅・守谷駅東口・谷和原庁舎・紫峰ヶ丘2丁目 | 循環みらい平駅 | ■関鉄    |
| 備考 - 循環は循環路線 - 北西（右）は、つくばみらい市コミュニティバスの系統。北西は北西ルート、（右）は右回りを意味する。 |                                               |                |          |

## 小・中学校の学区
市立小・中学校に通う場合、学区は以下の通りとなる。
| 番地 | 小学校                     | 中学校                     |
| ---- | -------------------------- | -------------------------- |
| 全域 | つくばみらい市立小絹小学校 | つくばみらい市立小絹中学校 |

## 施設
- 小絹浄水場（西ノ台水道基地）